# Moritz Vogel
Moritz Wilhelm Vogel (Sorgau, 9 de juliol de 1816 - Leipzig, 30 d'octubre de 1922) fou un pianista i compositor alemany.
Fou organista de l'església de Sant Mateu i professor de cant de les escoles de Leipzig per espai de molts anys i es donà a conèixer per una sèrie de composicions per a piano destinades principalment a l'ensenyança en els diversos graus. A més va compondre, motets i cors a 3 i 4 veus, col·lecció de cants escolars, peces per a orgue, lieder, etc. També exercí la crítica musical en diverses revistes i publicà les obres: Tonsystem u. Notenschrift; Kleine Elementarmusiklehre (1896), Ueber Pflege u. Schonung der Kindertimme (1896), i Geschche der Musik (1900).